# Johann Bussmann
Johann Bussmann (bl. 1531–1533) war während der Wullenwever-Zeit Ratsherr der Hansestadt Lübeck.

## Leben
Über die genaueren Lebensdaten von Johann Bussmann ist nicht viel bekannt. Er war Lübecker Bürger und Mitglied der Korporation der Gewandschneider. Nach Philippe Dollinger war er einer der reichsten Lübecker zu Beginn des 16. Jahrhunderts und verfügte über ein Vermögen von 40000 Mark Lübisch. Damit war er nur mit dem Lübeck-Nürnberger Kaufmann Mathias Mulich vergleichbar. Aus dem Kreis des Bürgerausschusses der 64er wurde er von der Bürgerschaft der Stadt am 27. April 1531 in den Lübecker Rat gewählt. Er trat aber schon Anfang 1533 wieder aus dem Rat aus, weil er nach einem kaiserlichen Mandat gegen die Stadt Jürgen Wullenwevers Politik nicht mehr mittragen wollte. Jürgen Bussmann bewohnte in Lübeck das Hausgrundstück Braunstraße 30.